# Charles Janssens (Nederlands burgemeester)
Charles Willem Ernest Ghislain Janssens (Linne, 1 april 1895 – 7 december 1967) was een Nederlands politicus.
Hij werd geboren als zoon van Ernest Joseph Marie Robert Janssens (1860-1935) en Sophia Theodora Maria Ghislena de Maes (1864-1941). Zijn vader was van 1906 tot 1920 burgemeester van Linne. Zelf was hij volontair bij de gemeentesecretarie van Roermond voor hij midden 1921 op 26-jarige leeftijd de burgemeester van Egmond-Binnen werd. In 1928 volgde zijn benoeming tot burgemeester van Oirschot en in 1938 werd Janssens de burgemeester van Maasbree. In 1941 werd hij ontslagen waarna Maasbree een NSB'er als burgemeester kreeg. Janssens keerde na de bevrijding terug in zijn oude functie en ging in 1960 met pensioen. Hij overleed eind 1967 op 72-jarige leeftijd.